# Karlsbad (Baden)
Karlsbad ist eine Gemeinde im südlichen Landkreis Karlsruhe in Baden-Württemberg am Nordrand des Schwarzwalds. Sie entstand im Zuge der Gemeindereform am 1. September 1971 aus den ehemals selbständigen Gemeinden Auerbach, Ittersbach, Langensteinbach, Mutschelbach und Spielberg.

## Geographie

### Lage
Karlsbad liegt auf dem Alb-Pfinz-Plateau und gehört mit seinen Ortsteilen Langensteinbach, Spielberg und Ittersbach zum Naturpark Schwarzwald Mitte/Nord. Die nächstgelegenen größeren Städte sind Karlsruhe, Ettlingen und Pforzheim.

### Gemeindegliederung
Die Gemeinde Karlsbad besteht aus den fünf Ortsteilen Auerbach, Ittersbach, Langensteinbach, Mutschelbach und Spielberg. Die offizielle Benennung der Ortsteile erfolgt durch vorangestellten Namen der Gemeinde und durch Bindestrich verbunden nachgestellt der Name des jeweiligen Ortsteils, die räumlichen Grenzen der Ortsteile sind identisch mit denen der früheren Gemeinden gleichen Namens. Die Ortsteile bilden zugleich Wohnbezirke im Sinne der baden-württembergischen Gemeindeordnung. In allen fünf Ortsteilen sind Ortschaften im Sinne der baden-württembergischen Gemeindeordnung mit jeweils eigenem Ortschaftsrat und Ortsvorsteher als dessen Vorsitzendem eingerichtet.
Zum Ortsteil Auerbach gehört das Dorf Auerbach. Zum Ortsteil Ittersbach gehören das Dorf Ittersbach und die Häuser Im Erlach, Im Kirchle, Im Layle und Im Stöckmädle. Zum Ortsteil Langensteinbach gehören das Dorf Langensteinbach und der Ort Erholungsheim Bethanien. Zum Ortsteil Mutschelbach gehören die Dörfer Mutschelbach, Mitteldorf (auch Mittelmutschelbach); Mutschelbach, Oberdorf (auch Obermutschelbach); Mutschelbach, Unterdorf (auch Untermutschelbach). Zum Ortsteil Spielberg gehören das Dorf Spielberg und die Siedlung Fischweier im Albtal mit S-Bahn-Station und Hotel Fischweier.
Im Ortsteil Ittersbach liegt die Wüstung Wolmersbur. Im Ortsteil Mutschelbach liegt die nur 1295 erwähnte Ortschaft Vitzenloch, die möglicherweise mit Mitteldorf identisch ist.
Die Wüstung Vitzenloch
Im Jahre 1259 verkaufte Rudolf von Roßwag seine beiden Dörfer Muschelenbach und Vitzenbach an das Kloster Herrenalb. Die genauere Lage des Ortes Vitzenloch ist bis jetzt noch nicht bekannt. Man vermutet es in der Nähe von Mutschelbach und Wilferdingen. Dafür spricht schon die Tatsache, dass es immer mit Mutschelbach zusammen genannt wird, und dass in einer Urkunde vom Jahre 1295 auch vom Rannwalde die Rede ist, der zwischen Wilferdingen und Pforzheim liegt. Wo die Gemarkungen Wilferdingen, Königsbach und Singen zusammenstoßen, finden sich die Flurnamen Im Vittsbruch und Zu Pfitz. Vielleicht haben wir den Ort in jener Gegend zu suchen; aber auch am Rande des Rannwaldes finden sich mehrere Flurnamen, die auf ehemalige Besiedlung hinweisen, so der Namen Weilerle an der Rannwaldstraße, die Bezeichnung Heimenäcker am Rannbach.

## Geschichte
Gegründet wurde Karlsbad im Zuge der Gebietsreform in Baden-Württemberg am 1. September 1971 aus den ehemals selbständigen Gemeinden Auerbach, Ittersbach, Langensteinbach, Mutschelbach und Spielberg.
Der Name bezieht sich auf ein 1719 von Karl III. Wilhelm von Baden-Durlach, dem Gründer von Karlsruhe, in Langensteinbach errichtetes Fürstenbad, nicht auf das bekannte böhmische Karlsbad.

### Ortsteile

#### Auerbach
1278 wurde Auerbach erstmals urkundlich erwähnt. Es befand sich anfangs im Besitz der Herren von Remchingen, später des Klosters Herrenalb und fiel dann mit anderen Klosterorten an den Herzog von Württemberg. Im Jahre 1603 gelangte der Ort durch einen Tausch in den Besitz des Markgrafen Ernst Friedrich von Baden-Durlach und gehörte von da an zu Baden.

#### Ittersbach
Die erste urkundliche Erwähnung Ittersbachs erfolgte 1232 unter dem Namen Utilspur. Dieser Name wandelte sich im Laufe der Zeit zum heutigen Ortsnamen Ittersbach.
Ittersbach gehörte zu verschiedenen Herrschaften, unter anderem zu Herrenalb und zu Frauenalb, war württembergisch und badisch, bis es nach dem Dreißigjährigen Krieg endgültig badisch und dem Amt Langensteinbach unterstellt wurde.
Durch Industrieansiedlung ca. 1854 konnten die wirtschaftlichen Verhältnisse erheblich verbessert werden. Neue Einnahmequellen kamen auch durch die Kalksteinbrüche und die Ziegelbrennereien zustande. Nach dem Zweiten Weltkrieg ging es mit Ittersbach wirtschaftlich durch moderne Industrie bergauf. Landwirtschaft gibt es so gut wie keine mehr. Bis zur baden-württembergischen Kreisreform war Ittersbach ein Teil des Landkreises Pforzheim (heute Enzkreis).
Auf der Gemarkung Ittersbach liegt die Wüstung Wolmersbur, die im 15. Jahrhundert abgegangen ist.

#### Langensteinbach
Die Geschichte Langensteinbachs kann bis ins Jahr 1197 zurückverfolgt werden. Im 18. Jahrhundert war es als Fürstenbad berühmt. So errichtete Markgraf Karl Wilhelm von Baden 1719 unterhalb der Barbarakapelle ein Badegebäude.

#### Mutschelbach
Die Geschichte von Mutschelbach lässt sich bis in das Jahr 1278 zurückverfolgen. Im Jahre 1936 wurde die Gemeinde Mutschelbach aus den drei Waldenserdörfern Ober-, Mittel- und Untermutschelbach gegründet.

#### Spielberg
Die älteste urkundliche Erwähnung Spielbergs stammt aus dem Jahre 1281. Nach der Reformation zunächst württembergisch, kam es 1603 mit Langensteinbach  zur Markgrafschaft Baden-Durlach.

## Politik

### Gemeinderat
Der Gemeinderat hat normalerweise 24 ehrenamtliche Mitglieder, die für fünf Jahre gewählt werden. Die Zahl der Mitglieder kann sich durch Ausgleichssitze erhöhen (gesamt 2024: 25 Sitze; 2019: 29). Hinzu kommt der Bürgermeister als stimmberechtigter Gemeinderatsvorsitzender.
Durch die Unechte Teilortswahl ist den Ortsteilen eine festgelegte Anzahl von Sitzen garantiert: Aus Langensteinbach kommen mindestens neun, aus Ittersbach mindestens fünf, aus Spielberg mindestens vier, aus Auerbach und Mutschelbach jeweils mindestens drei Gemeinderäte.
Die Kommunalwahl 2024 führte zu folgendem Ergebnis (in Klammern: Unterschied zu 2019):
| Gemeinderat 2024               | Gemeinderat 2024 | Gemeinderat 2024 | Gemeinderat 2024 | Gemeinderat 2024 |
| Partei / Liste                 | Stimmenanteil    | Sitze            |                  |                  |
| ------------------------------ | ---------------- | ---------------- | ---------------- | ---------------- |
| Freie Wähler                   | 31,5 % (−1,5)    | 8 (−1)           |                  |                  |
| CDU                            | 28,4 % (+5,7)    | 7 (±0)           |                  |                  |
| Grüne                          | 18,0 % (−5,8)    | 5 (−2)           |                  |                  |
| SPD                            | 15,9 % (−1,7)    | 3(−1)            |                  |                  |
| FDP / Liberale Liste           | 9,2 % (+3,3)     | 2 (±0)           |                  |                  |
| Wahlbeteiligung: 65,8 % (+0,7) |                  |                  |                  |                  |

### Bürgermeister
Bürgermeister ist seit dem 12. Juni 2023 Björn Kornmüller (FDP). Er wurde am 30. April 2023 mit 78 Prozent der Stimmen gewählt. Er folgte Jens Timm nach, der von 2015 bis 2023 amtierte. Zuvor amtierte von 1999 bis 2015 Rudi Knodel.

### Wappen

Version im Landesarchiv Baden-Württemberg

Blasonierung: „In Blau vorn bis zur Schildmitte am rechten Schildrand beginnend drei unten, nach hinten gebogene und in einem Punkt des linken Schildrandes auslaufende silberne (weiße) Pfähle, in der Schildmitte eine Schale in verwechselten Farben.“
Wappenbedeutung: Das Gemeindewappen zeigt in der Mitte eine Trinkschale, die an das ehemalige Fürstenbad in Langensteinbach erinnern soll. Die nach unten auslaufenden Pfähle symbolisieren die fünf Ortsteile.

### Partnerschaften
Karlsbad unterhält partnerschaftliche Beziehungen zu:
- Schernberg, Kyffhäuserkreis in Thüringen,
- Heldrungen, Kyffhäuserkreis in Thüringen und
- Hüttau im Salzburger Land in Österreich.

## Verkehrsanbindung

### Straßenanbindung
Karlsbad ist durch die Bundesautobahn 8 (Karlsruhe–München) an das überregionale Straßennetz angebunden.

### Öffentlicher Personennahverkehr
Karlsbad ist durch den Karlsruher Verkehrsverbund (KVV) und den Verkehrsverbund Pforzheim-Enzkreis (VPE) an den ÖPNV angebunden.
Zum 1. Juli 1995 wurde die Abfertigung von Expressgut an der Station Karlsbad aufgegeben.

#### Stadtbahn-Verbindungen des KVV
- Stadtbahn S11: Hochstetten – Karlsruhe – Ettlingen – Waldbronn – Langensteinbach – Spielberg – Ittersbach
- Stadtbahn S12: Karlsruhe-Rheinhafen – Ettlingen – Waldbronn – Langensteinbach – Spielberg – Ittersbach (Eilzug)

#### Buslinien des KVV
- Regionalbus 152: SRH-Klinikum – Bahnhof Langensteinbach – Mutschelbach – Kleinsteinbach – Söllingen – Pfinztal-Berghausen (mit Anbindung an die Stadtbahn S5 am Bahnhof Berghausen)
- Regionalbus 153: Bahnhof Langensteinbach – Schießhüttenäcker (KSC) – Auerbach
- Regionalbus 155: Schulzentrum Langensteinbach – Bahnhof Langensteinbach – Waldbronn – Busenbach/Etzenrot (fährt nur an Schultagen)
- Regionalbus 158: SRH-Klinikum – Bahnhof Langensteinbach – Mutschelbach – Stupferich – Palmbach – Grünwettersbach – Wolfartsweier – Durlach-Zündhütle (mit Anbindung am Zündhütle an die Straßenbahn-Linie 2 und verschiedene Karlsruher Buslinien)

#### Buslinien des VPE
- Regionalbus 715: Ittersbach – Pfinzweiler – Conweiler – Neuenbürg – Birkenfeld – Pforzheim ZOB / Hbf.
- Regionalbus 717: Ittersbach – Langenalb – Schwann – Birkenfeld – Pforzheim ZOB / Hbf.
- Regionalbus 720: Ittersbach – Ittersbach-Industriegebiet – Ottenhausen – Ellmendingen – Dietlingen – Pforzheim ZOB / Hbf.
- Regionalbus 721: SRH-Klinikum – Bahnhof Langensteinbach – Auerbach – Keltern – Pforzheim-Hauptbahnhof -

### Radverkehr
Im Albtal verläuft als Landes-Radfernweg der Naturpark-Radweg Schwarzwald Mitte/Nord. Er führt rund um selbigen Naturpark und verläuft dabei von Malsch über Ettlingen und in das Albtal bis Marxzell und weiter über Straubenhardt nach Neuenbürg im Enztal.

## Wirtschaft und Infrastruktur

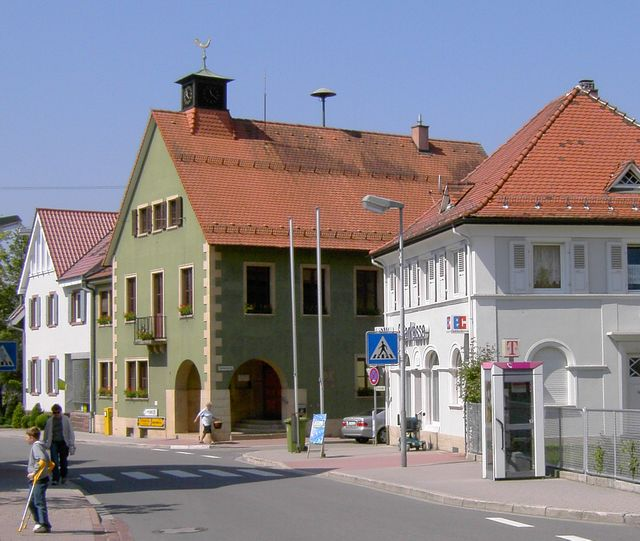
Spielberger Rathaus

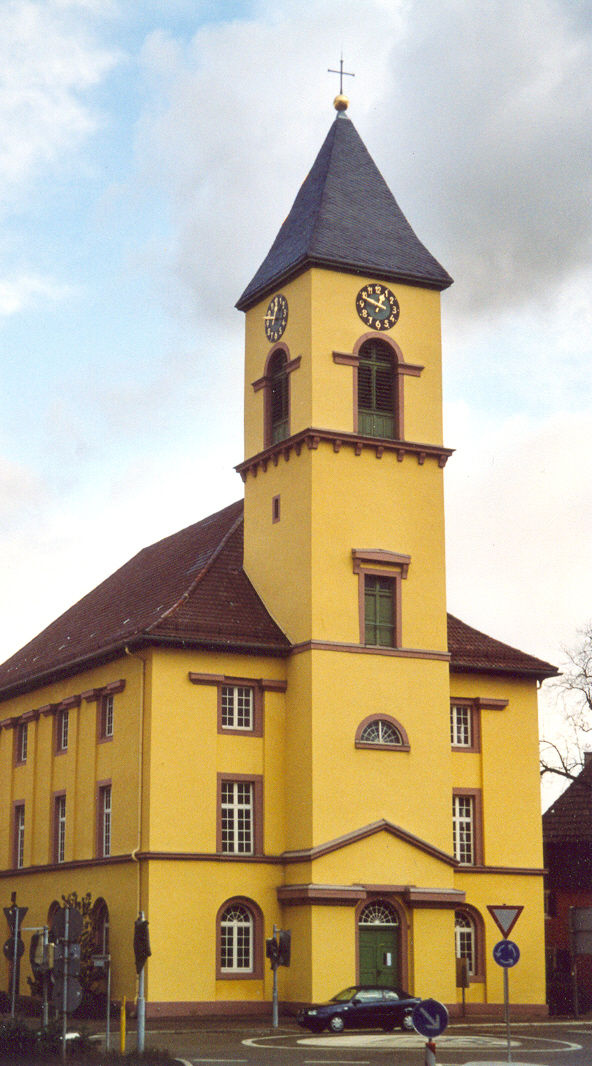
Langensteinbach: Kirche im Weinbrenner-Stil

### Wirtschaft
Im Jahr 2022 erzielte Karlsbad Einnahmen aus der Gewerbesteuer in Höhe von 8,91 Millionen Euro. Mit einem Gewerbesteuerhebesatz von 345 % liegt die Gemeinde unter dem durchschnittlichen Gewerbesteuerhebesatz Deutschlands. Dieser beträgt 407 % (Stand: 2023).

### Ortsansässige Unternehmen
- Nero AG – Softwareunternehmen, das durch die gleichnamige Brennersoftware bekanntgeworden ist (bis 2014, heute in Karlsruhe)
- Harman/Becker Automotive Systems – Autoradio- und Navigationssysteme-Hersteller
- Herrmann Ultraschalltechnik – weltweit führender Hersteller von Ultraschall-Schweißmaschinen
- SRH Klinikum Karlsbad-Langensteinbach mit ca. 1.000 Mitarbeitern

### Bildung
Karlsbad verfügt mit dem Schulzentrum Am Schelmenbusch in Langensteinbach über das Gymnasium Karlsbad, eine Realschule und eine Werkrealschule (ehem. Hauptschule) sowie drei Sporthallen, die in drei Teile teilbare „Jahnhalle“ (Dreifeldhalle), „Schelmenbuschhalle“ und die von der Firma Harman/Becker Automotive Systems gesponserte, aus drei Teilen bestehende „Beckerhalle“. Jeder Ortsteil besitzt darüber hinaus noch eine Grundschule. Im Grundschulgebäude Ittersbach befindet sich noch eine Förderschule. Außerdem befindet sich im Ortsteil Langensteinbach die landkreiseigene Ludwig-Guttmann-Schule für Körperbehinderte. Im gleichen Ortsteil befindet sich die Gemeindebücherei Karlsbad mit ihrem Medienangebot für Bildung, Kultur und Freizeit.

## Kultur und Sehenswürdigkeiten

### Bauwerke
- Sehenswert ist das ehemalige Rathaus des Ortsteils Spielberg.
- Außerdem die klassizistische Ludwigskirche in Langensteinbach, erbaut 1826–1828 nach Entwurf von Friedrich Weinbrenner. Da Weinbrenner 1826 starb, oblag die Ausführung seinem talentierten Schüler August Schwarz. Kraftvoll tritt der Kirchturm auf der Vorderseite aus dem Langhaus empor. Auch die Detailsprache unterstützt den monumentalen Ausdruck (z. B. die unbotmäßigen Pfeiler im Erdgeschoss der Turmfassade).
- Des Weiteren befindet sich im Wald von Langensteinbach die St.-Barbara-Ruine, welche früher ein bekannter Wallfahrtsort war und als Fluchtkirche diente.
- Unweit der St.-Barbara-Ruine befinden sich die Reste einer Turmburg, der Burg Langensteinbach, auch Römerturm genannt.

## Mit der Gemeinde verbundene Persönlichkeiten
- Friedrich Heck (1865–1939), Schulvorsteher und Mitglied des Deutschen Reichstags, geboren in Obermutschelbach
- Fritz Rau (1930–2013), Konzert- und Tourneeveranstalter, in Ittersbach aufgewachsen
- Theo Fischer (1931–2013), Autor
- Horst Floth (1934–2005), Bobpilot
- Hans Brydniak (* 1937), Basketballnationalspieler
- Werner Hahn (* 1944), Maler
- Rudi Knodel, Bürgermeister a. D. und Ehrenbürger
- Christian Klar (* 1952), Terrorist der RAF
- Birgit Malsack-Winkemann (* 1964), AfD-Politikerin und Richterin
- Bernhard Raab (* 1966), Fußballspieler und -trainer
- Volker Nürnberg (* 1968), Wirtschaftswissenschaftler im Bereich der Gesundheitsökonomie
- David Depenau (* 1970), Schriftsteller und Hotelier
- Jens Nowotny (* 1974), bis 1985 SV Spielberg, ehemaliger DFB-Fußballnationalspieler
- Nicole Büttner (* 1985), Unternehmerin und Generalsekretärin der FDP
- Max Giesinger (* 1988), deutscher Sänger

## Einwohnerzahlen der einzelnen Ortsteile
Stand:
| Ortsteil        | Einwohnerzahl (31. Dezember 2014) | Stand 30. Mai 2016 | Stand 28. Februar 2017 |
| --------------- | --------------------------------- | ------------------ | ---------------------- |
| Langensteinbach | 06.363                            | 06.362             | 06.370                 |
| Ittersbach      | 03.104                            | 03.197             | 03.101                 |
| Spielberg       | 02.812                            | 02.804             | 02.817                 |
| Mutschelbach    | 01.827                            | 01.846             | 01.848                 |
| Auerbach        | 01.815                            | 01.801             | 01.801                 |
| Gesamt          | 15.921                            | 16.010             | 15.937                 |